# Amla
Amla è una suddivisione dell'India, classificata come municipality, di 29.553 abitanti, situata nel distretto di Betul, nello stato federato del Madhya Pradesh. In base al numero di abitanti la città rientra nella classe III (da 20.000 a 49.999 persone).

## Geografia fisica
La città è situata a 21° 56' 48 N e 78° 07' 52 E.

## Società

### Evoluzione demografica
Al censimento del 2001 la popolazione di Amla assommava a 29.553 persone, delle quali 15.409 maschi e 14.144 femmine. I bambini di età inferiore o uguale ai sei anni assommavano a 3.657, dei quali 1.911 maschi e 1.746 femmine. Infine, coloro che erano in grado di saper almeno leggere e scrivere erano 22.655, dei quali 12.742 maschi e 9.913 femmine.